# 青森ナイチンゲール
青森ナイチンゲール（あおもりナイチンゲール）は、青森県青森市を拠点に活動していた日本の女性アイドルグループ、ローカルアイドル。TIMESLIPの近藤金吾によるプロデュースの下、2015年に活動を開始し、以降、中断期間を挟みながら、メンバー編成が全く異なる3期にわたって活動が重ねられた。
2024年11月の時点では活動休止中である。

## 沿革
青森ナイチンゲールは、近藤金吾のプロデュースの下、「青森県を中心に元気と癒しを発信する」という目標を揚げ、2015年に5人組として結成され、その後、メンバーが増えて、7人組として活動した時期もあった。しかし、その後、メンバーが徐々に減り、遂には1人だけになってしまい、2017年8月11日に活動休止を告知するに至った。
2021年1月、青森ナイチンゲールの「ちょーっと、みなさんいいですか？」に合わせて踊る映像がTikTokで人気を集め、著名人も動画を投稿するといった事態となり、既に活動を休止していた青森ナイチンゲールへの認知度が高まった。2月には、「ちょーっと、みなさんいいですか？」がBillboard JAPANの「TikTok HOT SONG Weekly Ranking」で初登場7位となった。これを受ける形で、3月には、「ちょーっと、みなさんいいですか？（ライブ・バージョン）」の配信が開始された。
当初、「2期生」として言及された2代目青森ナイチンゲールは、2022年1月にメンバー募集が始まり、2月27日に4人のメンバーが合格したことが報じられ、5月26日に青森市のねぶたの家 ワ・ラッセで、Saku（18歳、イメージカラーは水色）、Chia（17歳、赤）、Rei（13歳、黄）の3人組として、ライブ・デビューし、その後、追加メンバーとしてKoto（11歳）が加わることが発表された。しかし、2代目青森ナイチンゲールも、2024年5月までに、全員が「卒業」することになった。なお、2代目青森ナイチンゲールのリーダーであったChiaは、その後、「青森ナイチンゲール リターンズChia」名義で、単独での活動を続けている。
3代目青森ナイチンゲールは、いずれも青森市内在住の16歳の高校生であるAnonとMionの2人組として、2024年7月15日にワ・ラッセで「襲名会見ライブ」を開き、活動を開始したが、「2人が目指す方向性と運営の目指す方向性に違いが生じたため」10月18日をもって「終業」となり、活動は3か月ほどで終わることとなった。